# Grudusk (gromada)
Grudusk – dawna gromada, czyli najmniejsza jednostka podziału terytorialnego Polskiej Rzeczypospolitej Ludowej w latach 1954–1972.
Gromady, z gromadzkimi radami narodowymi (GRN) jako organami władzy najniższego stopnia na wsi, funkcjonowały od reformy reorganizującej administrację wiejską przeprowadzonej jesienią 1954 do momentu ich zniesienia z dniem 1 stycznia 1973, tym samym wypierając organizację gminną w latach 1954–1972.
Gromadę Grudusk z siedzibą GRN w Grudusku utworzono – jako jedną z 8759 gromad na obszarze Polski – w powiecie ciechanowskim w woj. warszawskim, na mocy uchwały nr VI/10/1/54 WRN w Warszawie z dnia 5 października 1954. W skład jednostki weszły obszary dotychczasowych gromad Grudusk, Kołaki Wielkie, Pszczółki Górne, Purzyce-Trojany, Rąbież, Sokołowo, Strzelnia, Wiksin, Wiśniewo i Żarnowo ze zniesionej gminy Grudusk w tymże powiecie. Dla gromady ustalono 23 członków gromadzkiej rady narodowej.
31 grudnia 1959 do gromady Grudusk przyłączono obszar zniesionej gromady Łysakowo w tymże powiecie.
31 grudnia 1961, na mocy Uchwały Nr IV-19/61 z 27 września 1961, z gromady Grudusk wyłączono wieś Stryjewo, włączając ją do gromady Szulmierz w tymże powiecie. Ostatecznie zrezygnowano z tej zmiany, ponieważ na mocy Uchwały Nr IV-19/61 z 22 listopada 1961, tego samego dnia (czyli 31 grudnia 1961) z gromady Szulmierz wyłączono wieś Stryjewo Wielkie, włączając ją z powrotem do gromady Grudusk w tymże powiecie (na uwagę zasługuje fakt, że późniejsza uchwała nie cofnęła tej pierwszej, jedynie "włączyła" z powrotem tę miejscowość do jej pierwotnej gromady, mimo że data projektowanego manewru nie weszła nawet w życie).
30 czerwca 1963 do gromady Grudusk włączono wsie Purzyce-Rozwory i Kluszewo-Sokólnik z gromady Nosarzewo Borowe w powiecie mławskim w tymże województwie.
Gromada przetrwała do końca 1972 roku, czyli do kolejnej reformy gminnej. 1 stycznia 1973 w powiecie ciechanowskim reaktywowano gminę Grudusk.